# Echinorhinus
Famille
Genre
Les squales bouclés (Echinorhinidae) forment une famille de requins. Echinorhinus est le seul genre de cette famille.

## Identification
Le corps est couvert de denticules dermiques très grands, épineux et rapprochés ou de grands tubercules aplatis épars. La tête et le museau sont larges, de très petits spiracles se trouvent loin derrière les yeux. Leur corps est robuste et cylindrique, avec 5 paires de fentes branchiales en avant des nageoires pectorales, la cinquième étant plus large. Les deux petites nageoires dorsales sont sans épine, très proches et de même taille et situées près de la nageoire caudale. La première dorsale à la hauteur ou légèrement en arrière des pelviennes. Les nageoires pelviennes sont plus grande que la deuxième dorsale. Ils n'ont pas de nageoire anale. Le lobe ventral de la caudale est absent chez le jeune et peu développé chez l'adulte. L'encoche subterminale au lobe dorsale est absente ou peu visible.

## Biologie
Ces requins sont largement répartis sur les fonds non rocheux des plateaux continentaux et insulaires ou sur la partie supérieure des talus continentaux, dans les eaux tempérées et tropicales. Ils s'aventurent parfois dans les eaux peu profondes froides. Leur grande bouche et pharynx sont utilisés pour absorber les proies qui se présentent.

## Liste des espèces
Selon ITIS & FishBase:
- Echinorhinus brucus (Bonnaterre), 1788 - Squale bouclé
- Echinorhinus cookei (Pietschmann), 1928 - Squale bouclé du Pacifique